# Bathyplotes gourdoni
Bathyplotes gourdoni е вид морска краставица от семейство Synallactidae.

## Разпространение и местообитание
Видът е разпространен в Антарктида, Буве, Френски южни и антарктически територии, Хърд и Макдоналд и Южна Джорджия и Южни Сандвичеви острови.
Среща се на дълбочина от 304 до 1271 m, при температура на водата от -1 до 0,3 °C и соленост 34,5 – 34,7 ‰.